# Lobsang Chökyi Gyaltsen
Pour les articles homonymes, voir Chokyi Gyaltsen.
Lobsang Chökyi Gyaltsen (tibétain : བློ་བཟང་ཆོས་ཀྱི་རྒྱལ་མཚན་, Wylie : blo bzang Chos kyi rgyal mtshan, pinyin tibétain : Lobsang Chogyi Gyamtsen) (1570 – 1662 à Shigatsé) est le 4e panchen-lama, et le premier à avoir reçu ce titre de son vivant, le titre ayant été donné aux précédents par la suite.

## Premier ou quatrième panchen-lama?
Il fut la première personne à recevoir le titre de panchen-lama qui lui fut donné par le 5e dalaï-lama. Dans ses visions, le 5e dalaï-lama, Lobsang Gyatso, a reconnu rétrospectivement trois de ses incarnations précédentes. Lobsang Chökyi Gyaltsen fut donc désigné comme étant le 4e panchen-lama. Le 14e dalaï-lama le désigne comme "premier panchen-lama". 
Au XVIIe siècle, le 5e dalaï-lama, Ngawang Lobsang Gyatso (1617-1682), a donné le monastère de Tashilhunpo à son professeur, Lobsang Chökyi Gyaltsen, qui fut le 15e abbé de ce monastère. En tant qu’abbé du monastère de Tashilhunpo, il était appelé Panchen, mais il reçut le titre distinctif de « panchen-lama » quand le 5e dalaï-lama annonça à la mort de son professeur que ce dernier réapparaîtrait comme un enfant-successeur reconnaissable. Le 5e dalaï-lama a ainsi initié la lignée de réincarnation du panchen-Lama, à qui il attribua le titre d’émanation du Bouddha Amitabha.

## Œuvres

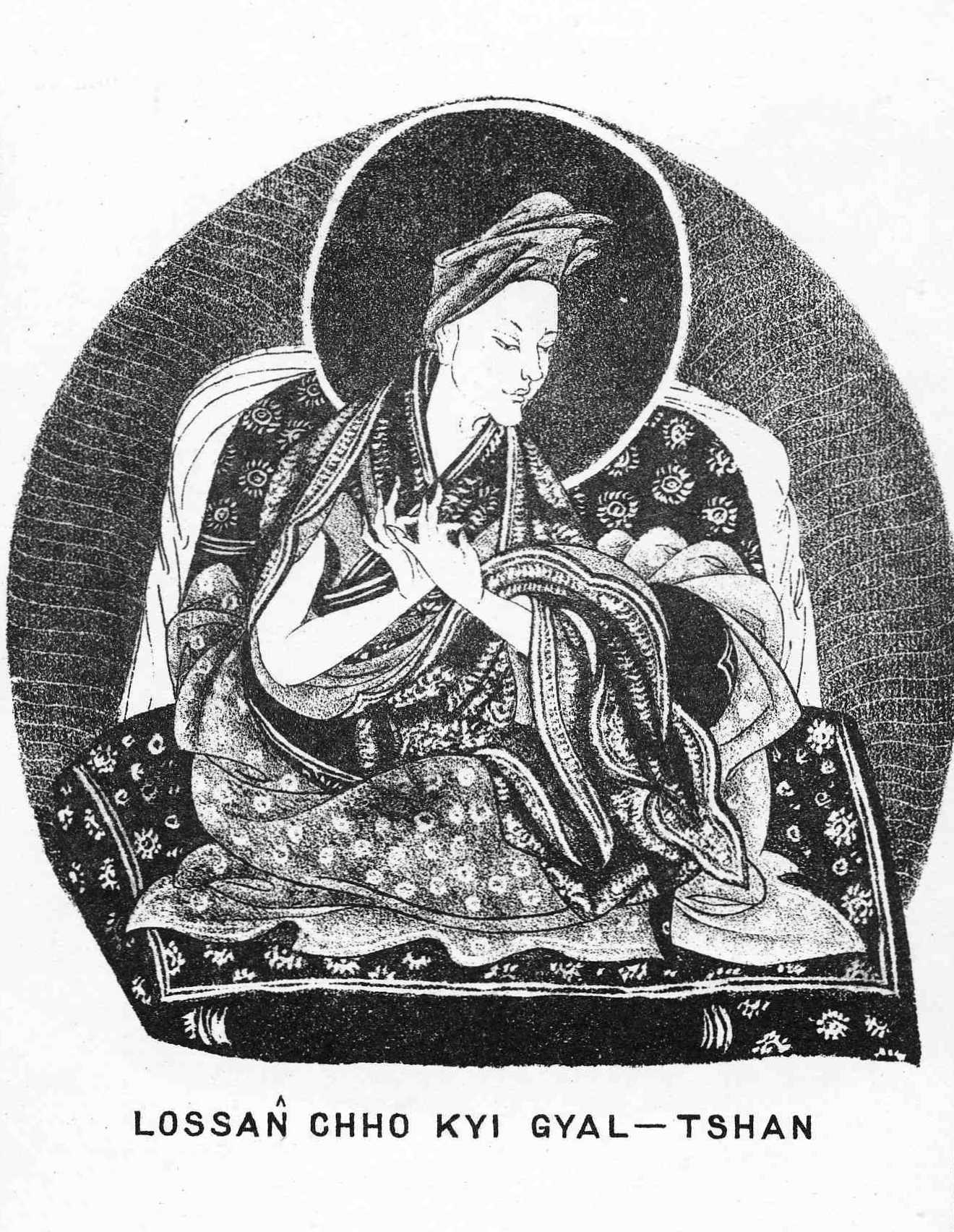
Lossan Chho Kyi Gyal -Tshan par Sarat Chandra Das.

Lobsang Chökyi Gyaltsen écrivit de nombreux textes sur les soutras et tantras, dont L’offrande au Maître spirituel et La Voie Maîtresse des Conquérants sur le Mahamoudra. La tradition kagyu fut la première à transmettre l’enseignement du Mahamoudra, adopté ultérieurement à l’intérieur de la tradition gelugpa à l’initiative de Lobsang Chökyi Gyaltsen, donnant naissance à la tradition Ganden-Kagyu.
Le 4e panchen-lama a aussi composé un poème en 17 strophes sur le processus de la mort et la période intermédiaire entre la mort et la vie suivante. Le 14e dalaï-lama a écrit un commentaire sur ce poème. Il déclare à ce sujet : « Le poème du premier panchen-lama Lobsang Chökyi Gyaltsen en 17 strophes propose des techniques bouddhistes spécifiques qui permettront de surmonter la peur de la mort et d'en utiliser les stades pour faire avancer notre progrès spirituel. J’ai l’espoir que cette description des expériences et des transformations physiques fournira une méditation utile à ceux qui se sentent concernés par la mort et les niveaux les plus profonds de l’esprit. »

### Ouvrages de Lobsang Chökyi Gyaltsen
- "Souhaits de délivrance des dangers de l'état intermédiaire, le héros se délivrant de la peur. Par le premier Panchen-Lama, Losang Chokyi Gyeltsen", apud le 14e dalaï-lama, Vaincre la mort, et vivre une vie meilleure (2002), avant-propos de Jeffrey Hopkins, trad. du tibétain Jeffrey Hopkins et de l'anglais Yolande du Luart, J'ai lu, coll. "Aventure secrète", 2011, p. 173-189.
- (en) A Ritual to Honor the Spiritual Master (Bla-ma mchod-pa) : The Guru Puja by First Panchen Lama, trad. Alexander Berzin (1976), Ltwa, 2009, 57 p.
- (en) A Root Text for the Precious Gelug/Kagyü Tradition of Mahamudra. The Main Road of the Triumphant Ones (dGe-ldan bka'-brgyud rin-po-che'i phyag-chen rtsa-ba rgyal-ba'i gzhung-lam, Phyag-chen rtsa-ba) : The First Panchen Lama, The Great Seal of Voidness. The Root Text of the Gelug/Kagyu Tradition of Mahamudra, trad. Alexander Berzin (et Sharpa Rinpoche), Library of Tibetan Works and Archives, 1974, 27 p. .   Rééd. apud le 14e dalaï-lama et al., Four Essential Buddhist Texts. H.H. The XIVth Dalai Lama, First Panchen Lama, Jamyang Khentse Rinpoche and Kalu Rinpoche (1982), Dharamsala, Library of Tibetan Works and Archives, 2005, 106 p.

Trad. fr. : Le 14e dalaï-lama, Méditation sur l'esprit, Dervy, 1982.
- (en) An Extensive [Auto-]Explanation of 'A Root Text for the Gelug/Kagyü Lineage of Mahamudra'. A Lamp for Further Illumination (dGa'-ldan bka'-brgyud srol phyag-chen rtsa-ba rgyas-par bshad-pa yang-gsal sgron-me, Phyag-chen rtsa-ba'i rang-'grel).  : le 14e dalaï-lama, The Gelug/Kagyu Tradition of Mahamudra (1982), Snow Lion Publications, 1997, 400 p. ("Two brilliant commentaries by the Dalai Lama. The first is a teaching based directly on the First Panchen Lama's root text. In the second, His Holiness bases his discussion on the First Panchen Lama's own commentary to this text.")

- Yoga en six sessions (Thun-drug bla-ma'i rnal-sbyor)
- The Graded Stages of the Path. A Blissful Path (Lam-rim bde-lam)

### Études sur Lobsang Chökyi Gyaltsen
- (en) Janice D. Willis, Enlightened Beings. Life stories from the Ganden Oral Traditions, Boston, Wisdom Publications, 1995, p. 85-96.
- (en) E. Gene Smith, "The Autobiography of the First Paņ chen Lama", in Among Tibetan Texts, Boston, Wisdom Publications, 2001, p. 119-131.
- Le 14e dalaï-lama, Vaincre la mort, et vivre une vie meilleure (2002), trad., Plon, 2003  (ISBN 2-259-19859-7).